# Бригахтал
Бригахтал (њем. Brigachtal) општина је у њемачкој савезној држави Баден-Виртемберг. Једно је од 20 општинских средишта округа Шварцвалд-Бар. Према процјени из 2010. у општини је живјело 5.200 становника. Посједује регионалну шифру (AGS) 8326075.

## Географски и демографски подаци
Бригахтал се налази у савезној држави Баден-Виртемберг у округу Шварцвалд-Бар. Општина се налази на надморској висини од 705 метара. Површина општине износи 22,8 km². У самом мјесту је, према процјени из 2010. године, живјело 5.200 становника. Просјечна густина становништва износи 228 становника/km².

## Међународна сарадња
| Мјесто       | Држава    | Врста сарадње | Од    |
| ------------ | --------- | ------------- | ----- |
| Есе ле Нанси | Француска | партнерство   | 1984. |
| Извор        |           |               |       |